# Joachim Camerarius den äldre
Joachim Camerarius den äldre, född 12 april 1500, död 17 april 1574, var en tysk humanist. Han var far till Joachim Camerarius den yngre och farfar till Ludwig Camerarius.
Efter studier i Wittenberg blev Camerarius 1526 lärare vid gymnasiet i Nürnberg, 1535 universitetslärare i Tübingen och 1541 i Leipzig. Han grundlade här de klassiska studierna och utgav flera kommeterade upplagor av grekiska och latinska författare. Som vän till Philipp Melanchthon deltog han i dogmatiska tvisterna inom lutherdomen och försökte även ena de olika riktningarna. Camerarius utgav bland annat en levnadsteckning över Melanchthon (1566).